# Wioska Hobbitów w Sierakowie Sławieńskim

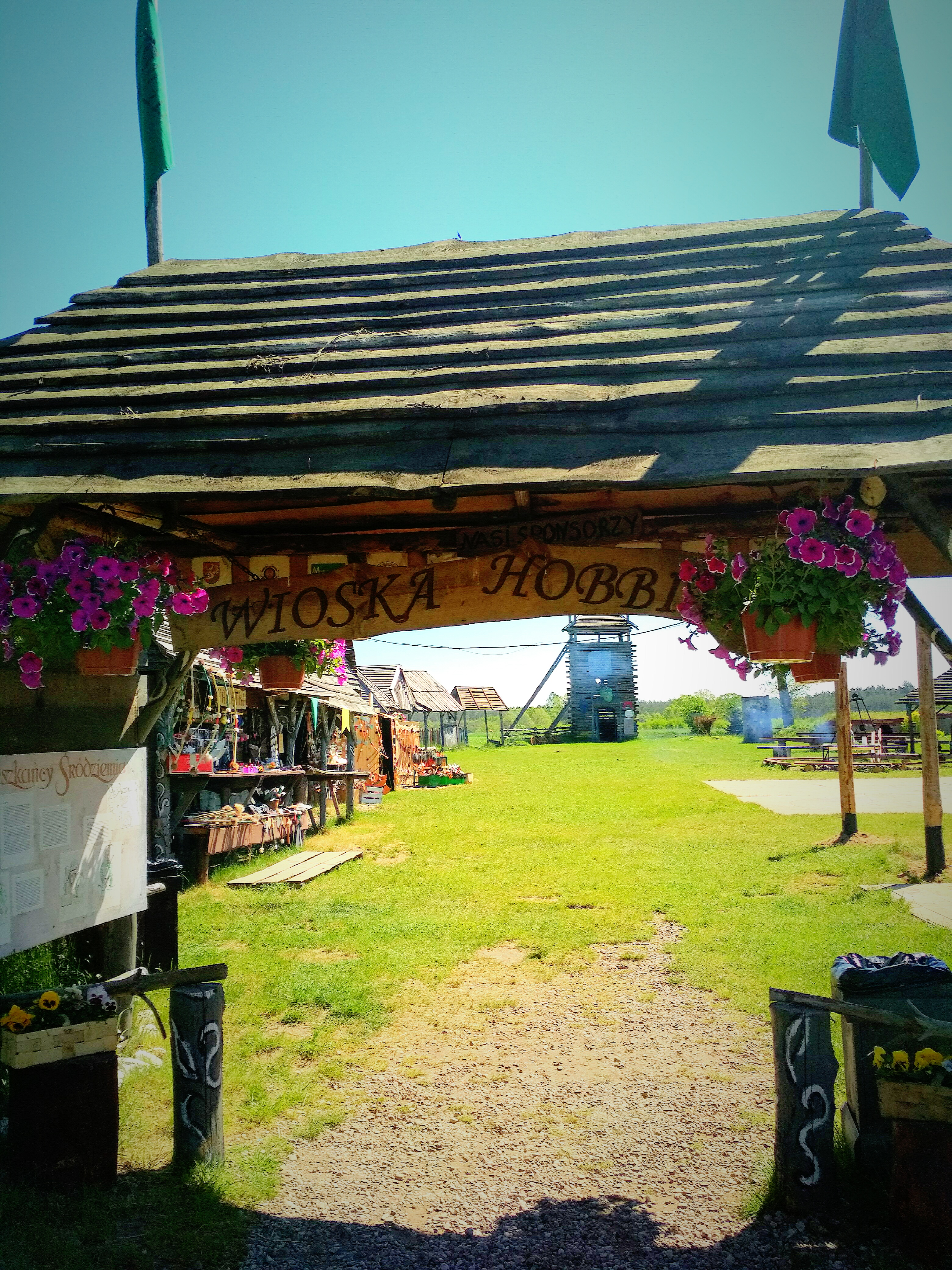
Wioska Hobbitów w Sierakowie Sławieńskim

Wioska Hobbitów – wioska tematyczna zlokalizowana była w Sierakowie Sławieńskim. Poświęcona była w głównej mierze stworzonej przez J.R.R. Tolkiena rasie hobbitów. Była jedną z pierwszych wiosek tematycznych w Polsce.
Pomysł założenia wioski powstał w 2000 w ramach Strategii Rozwoju gminy Sianów. Miał spowodować uatrakcyjnienie lokalnej oferty turystycznej i wspomożenie aktywności osób bezrobotnych. W 2003 założono stowarzyszenie Hobbiton, które odpowiedzialne było za wybudowanie obiektów wioski. 
Na terenie założenia znajdowało się kilkanaście drewnianych budowli, w tym dom Bilbo Bagginsa, zaprojektowany przez Radosława Barka. Ponadto umieszczono tu warsztaty rzemieślnicze, kramy i wieżę widokową elfów. W wiosce odbywały się liczne imprezy tematyczne, np. jarmarki Hobbitów.